# Kuronezumia
Kuronezumia es un género de peces actinopterigios de la familia Macrouridae y de la orden de los gadiformes.

## Especies
- Kuronezumia bubonis (Iwamoto, 1974)
- Kuronezumia darus (C. H. Gilbert & C. L. Hubbs, 1916)
- Kuronezumia leonis (Barnard, 1925) * Kuronezumia macronema (H. M. Smith & Radcliffe, 1912)
- Kuronezumia paepkei Shcherbachev, Sazonov & Iwamoto, 1992
- Kuronezumia pallida Sazonov & Iwamoto, 1992

- Datos: Q3752265
- Especies: Kuronezumia